# Nyalam
Nyalam (chữ Tạng: གཉའ་ལམ་རྫོང་; Wylie: gnya' lam rdzong; ZWPY: Nyalam Zong; tiếng Trung: 聂拉木县; bính âm: Nièlāmù Xiàn, Hán Việt: Niếp Lạc Mộc huyện) là một huyện của địa khu Xigazê (Nhật Khách Tắc), khu tự trị Tây Tạng, Trung Quốc. Huyện có biên giới với Nepal và có mã bưu chính là 858300.

### Trấn
- Nhiếp Lạp Mộc (聂拉木镇)
- Chương Mộc (樟木镇)

### Hương
- Á Lai (亚来乡)
- Tỏa Tác (锁作乡)
- Môn Bố (门布乡)
- Nãi Long (乃龙乡)
- Ba Nhung (波绒乡)

Nyalam
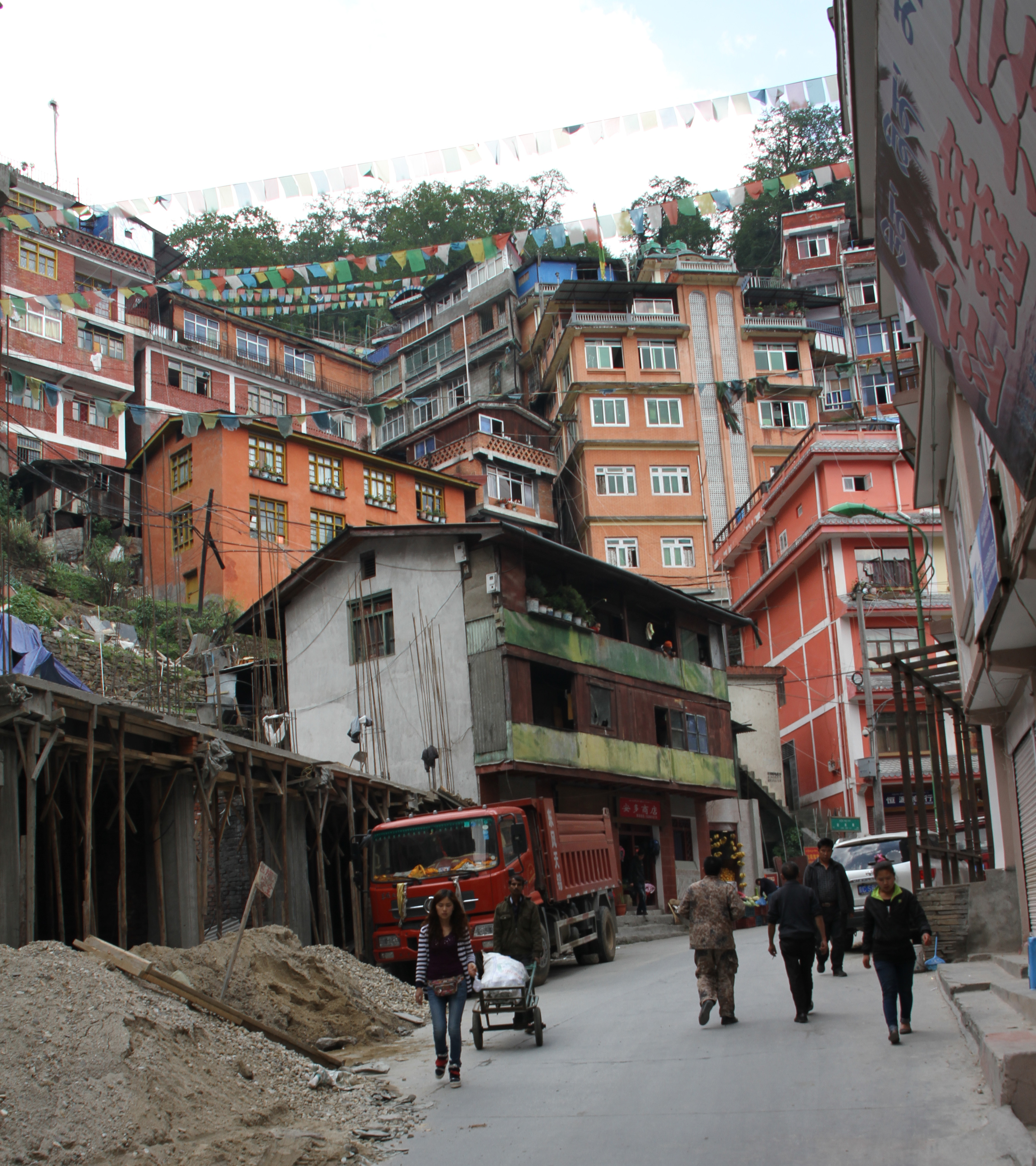
Zhangmu
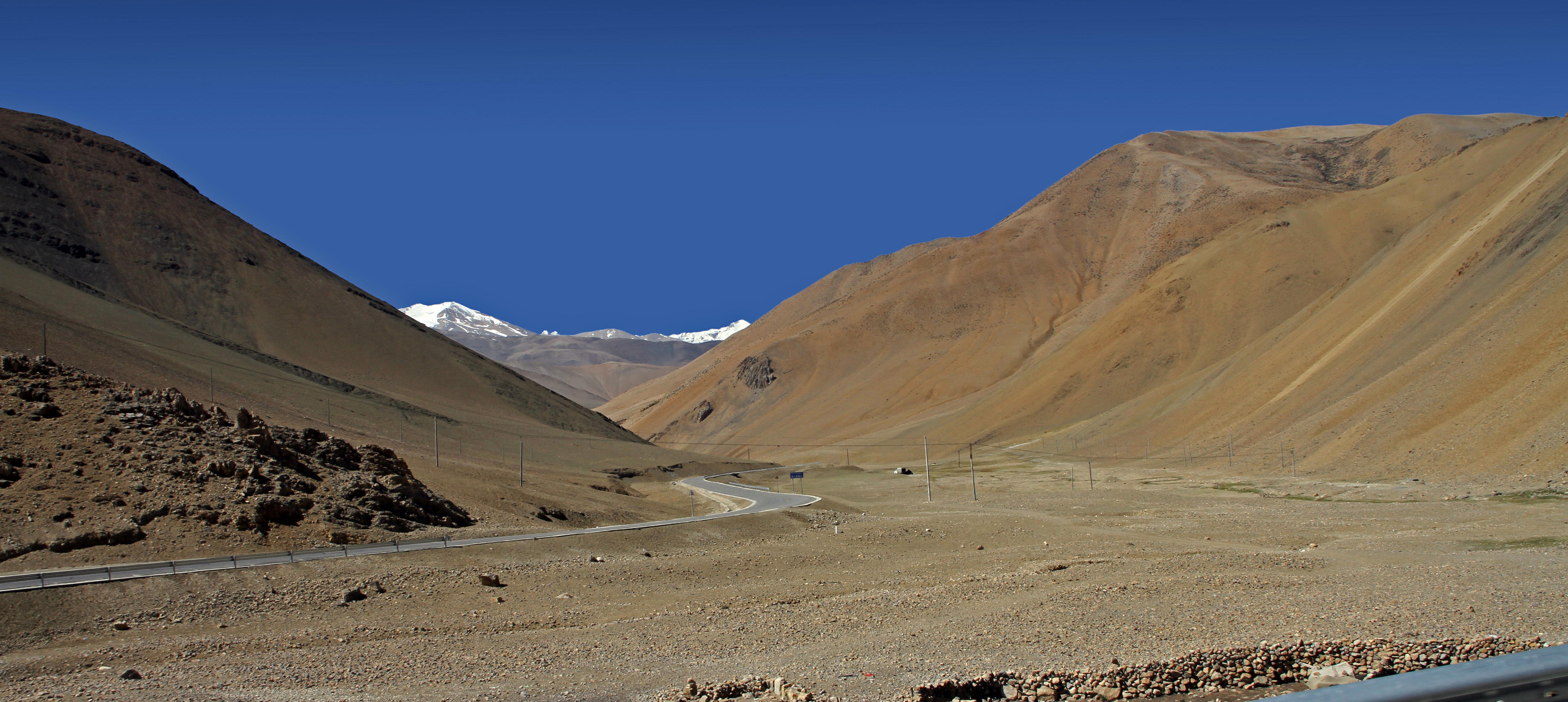
Giữa Zhangmu và Lalung La
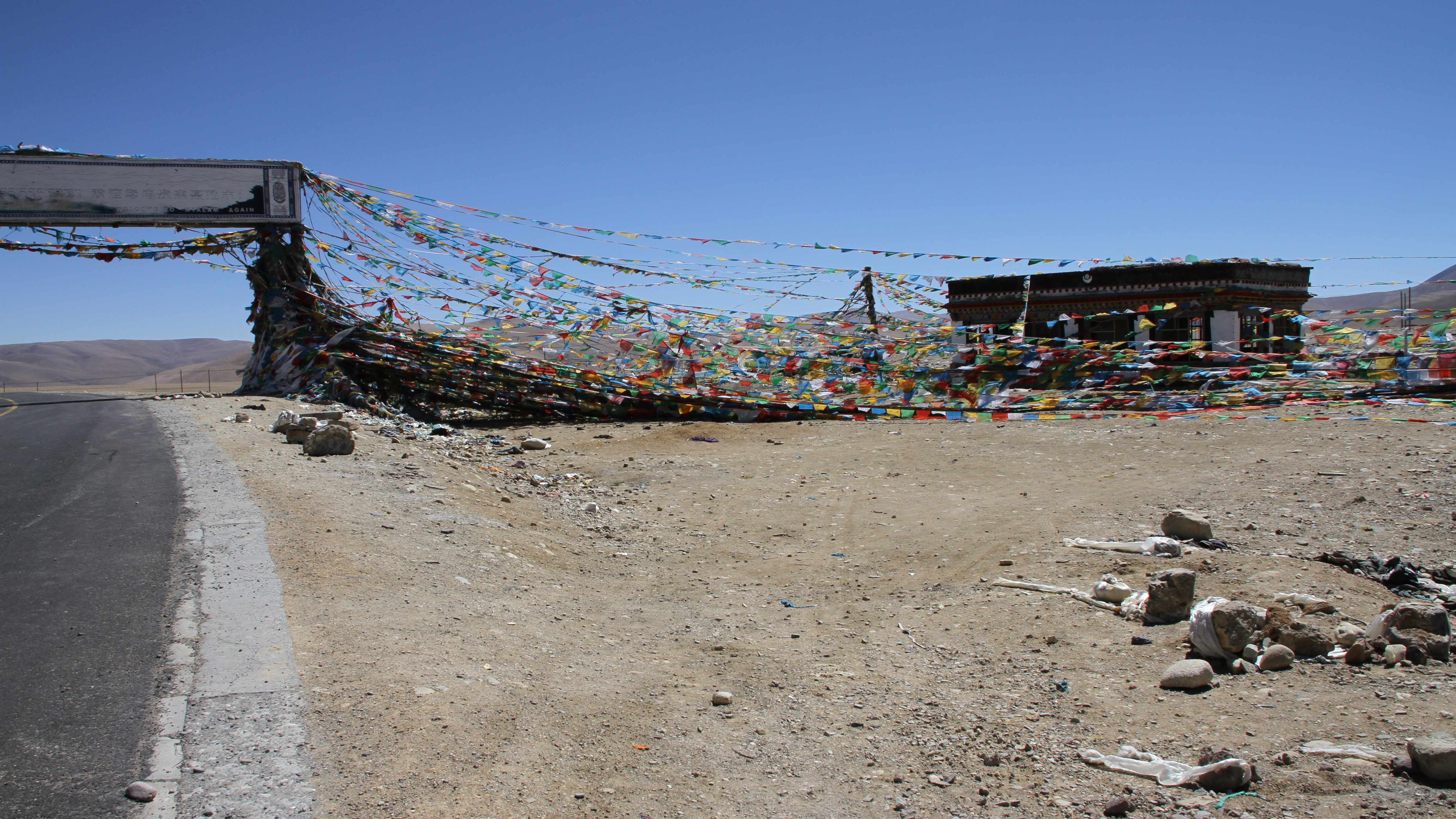
Lalung La
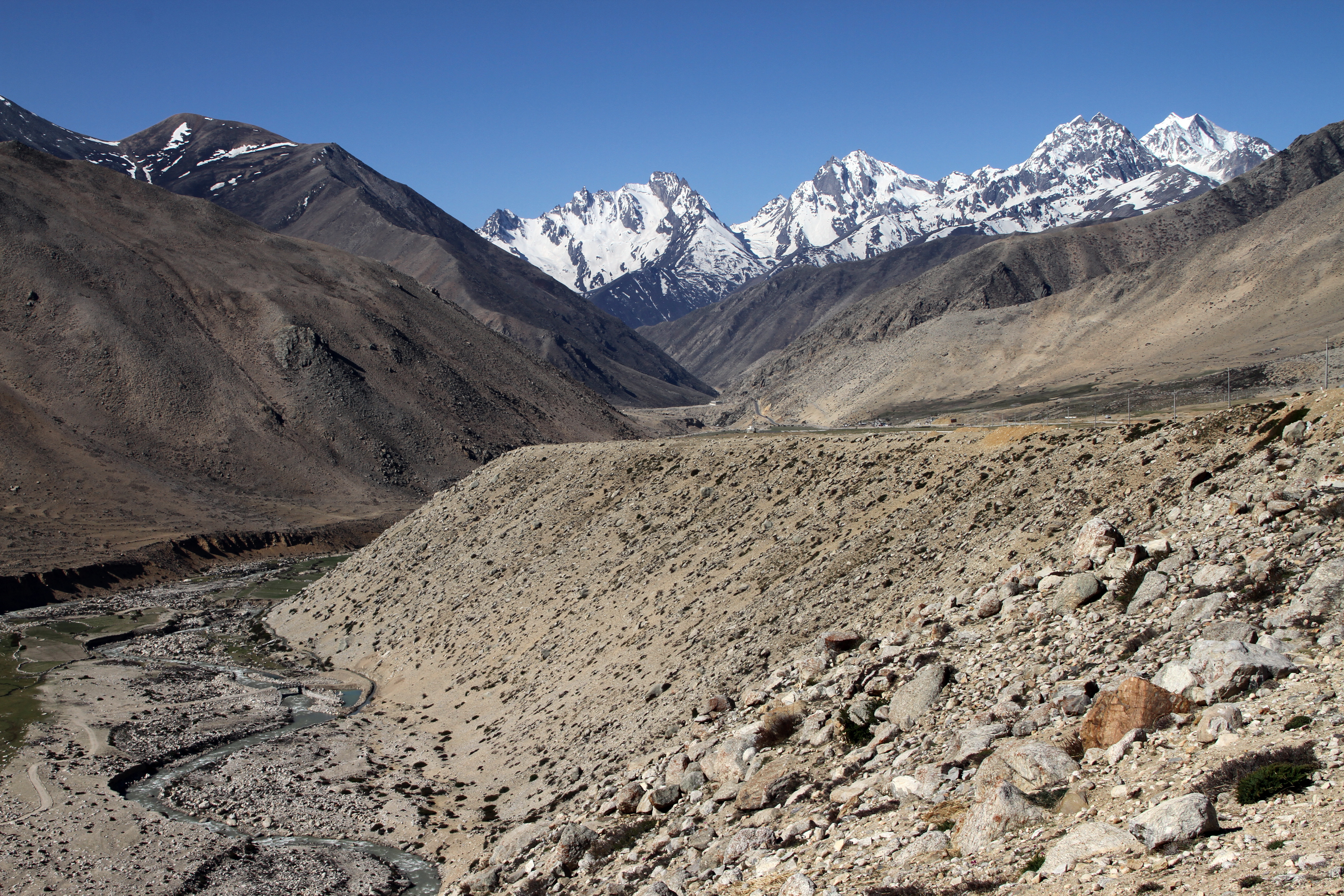
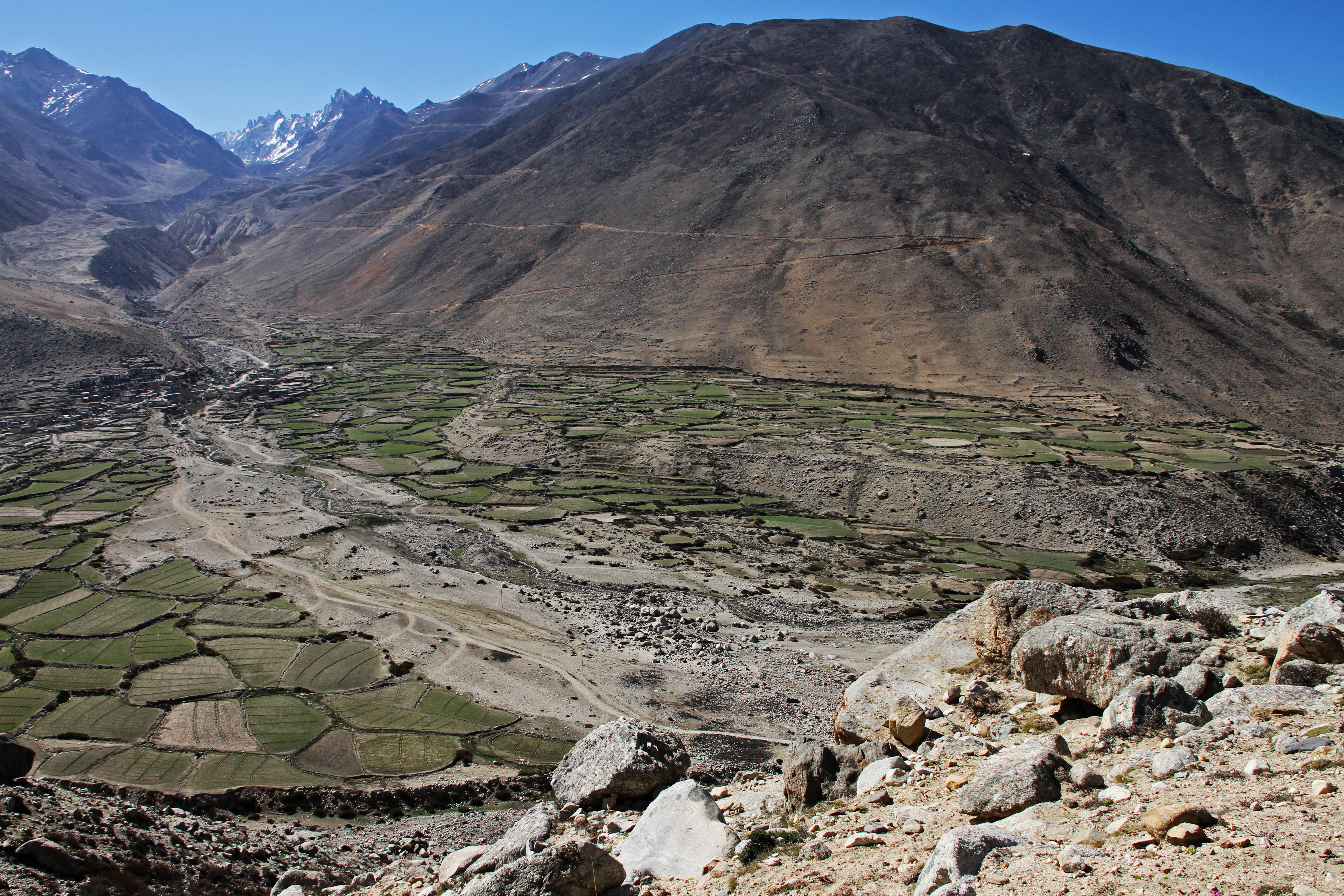